# Мюррей, Дэйв
Дэ́вид Майкл (Дэйв) Мю́ррей (англ. David Michael "Dave" Murray; род. 23 декабря 1956, Лондон) — британский гитарист, музыкант, автор песен. Прежде всего известен как гитарист популярной хэви-метал-группы Iron Maiden. Он присоединился к группе спустя всего 2 месяца после её основания и, после небольшого перерыва, является её бессменным гитарным «сердцем» до сего дня.

## Биография

### Детство
Дэйв Мюррей родился в Лондоне в больнице Royal Middlesex в Эдмонтоне 23 декабря 1956 года. До него в семье Мюррей уже было две девочки: шестилетняя Паулина и трёхлетняя Джанет. По линии отца Мюрреи являлись смешанными представителями шотландских и ирландских кровей. Первой любовью Мюррея был футбол. Он был ловким центральным нападающим в юношеской команде, пока музыка не стала важнее.
Отец Дэйва из-за инвалидности не работал, поэтому мать подрабатывала уборщицей на полставки. Когда Дэйву исполнилось 14, он уже успел проучиться в десяти школах. Мюрреи едва сводили концы с концами и были вынуждены селиться то в одном месте, то в другом, переезжая через некоторое время. Неудачи и бедность вызывали частые ссоры между родителями Дэйва. Когда это случалось, мать забирала Дэйва и сестёр на местный склад армии спасения, где они частенько проводили целые недели, скрываясь от скверного настроения отца. Но рано или поздно они всегда возвращались назад. Все эти события сформировали характер будущего гитариста Iron Maiden, заставив посмотреть на себя и научив быть сдержанным в тяжёлые времена. Это были привычки, которые помогли не падать духом во время испытаний и несчастий, которые в конечном итоге несколькими годами позже вынудило многих участников покинуть группу. Когда Дэйв заработал первые серьёзные деньги вместе с группой, то первое, что он сделал — это купил родителям дом. Он всегда хотел сделать это: из-за бедности, которую переживала семья, покупка дома возвратила им уверенность в том, что они не будут переезжать из одного места в другое. Это было то, о чём он всегда мечтал и чего достиг с помощью своей музыки.
Постоянно переезжая с места на место и будучи при этом везде «новеньким», Дэйв повидал многое. Иногда право членства в коллективе приходилось «пробивать» кулаками. Когда у него появлялись друзья, семья снова переезжала на новое место и приходилось всё начинать сначала. Поэтому, драться приходилось довольно часто.
Одним из мест жительства семьи Мюррей была квартира над клубом в Clapton, которая использовалась для репетиций на то время популярных групп 60-х, таких как Hollies, The Searchers и The Dave Clark Five. Иногда юный Дэйв спускался вниз, чтобы понаблюдать за толпой танцующих людей. Он обычно спускался и тогда, когда члены группы настраивали своё оборудование и это было для него очень интересно. Это была эра The Beatles и у его сестры всегда играли их пластинки. Когда он рос, его всегда окружала музыка. Музыка всегда была для семьи Мюрреев чем-то сглаживающим. Кроме того, в клубе было фортепиано и Дэйв постоянно крутился вокруг него. В то время ему было пять или шесть лет. Первую свою гитару будущий гитарист сделал из картона. Он вырезал фигуры, набивал их бумагой и обматывал это всё лентой. Потом подыгрывал, слушая записи The Beatles и представлял, что он Джон Леннон.

### Юность
Момент, изменивший музыкальные вкусы Дэйва и изменивший всю его жизнь, после которого он уже не мог вернуться в обычное русло, наступил, когда ему исполнилось 15. Он впервые услышал по радио композицию Джими Хендрикса «Voodoo Child» и эта случайность стала переломной. Ему было 15 или 16, и он уже имел для начала несколько альбомов Хендрикса, а после и несколько блюзовых альбомов.
Любовь к рок-музыке пришла быстро: Дэйв начал отращивать волосы и носить афганскую куртку и читал музыкальные издания каждую неделю. Он начал ходить на концерты и тусовки с новыми друзьями, теми, которые играли и главным среди них был музыкант по имени Адриан Смит, с которым Дэйв быстро нашёл общий язык, и чья крепкая дружба длится и по сей день.
Его первой группой было трио Stone Free, которое он и Адриан основали со своим школьным товарищем. Они с Адрианом играли на гитарах, а другой товарищ, которого звали Дэйв Маклахлин, играл на бонго. Они отыграли всего лишь один концерт в зале местной церкви одним субботним днём перед аудиторией из 6 человек. Они сыграли каверы T. Rex и Джимми Хендрикса.
Дэйв и Адриан могли бы играть на гитарах вместе на их непрофессиональном оборудовании всю их юность, писать вместе песни и часто разговаривать о том, что они сделали и что сделают. Дэйв всё время стремился вперёд и искал лучшую группу, которую мог только найти, пока не встретил Iron Maiden. «Я всегда ходил на прослушивания в субботу или воскресенье утром. И результатом одно такого прослушивания было приглашение в группу с названием Electric Gas, которая играла американский лёгкий рок. Это было в 1973 году. Мне нравилось не всё, но это было что-то новое. В то время я готов был играть хоть с кем ради получения опыта. Я был с ними около года, но мы никогда по-настоящему не выступали, а только репетировали. Лишь изредка мы выступали в пивнушках, а иногда и в молодёжных клубах, но так и не провели ни одного настоящего концерта».

### Первое появление вIron Maiden
В 1976, после нескольких месяцев пребывания в Iron Maiden Дэйв разругался с некоторыми членами коллектива и был вынужден уйти.

### The SecretиUrchin
Позже, в 1977, была панк-группа под названием The Secret. Это было смешение стилей. Это всё ещё были ранний панк-рок и немного глэма. Он даже записал сингл вместе с ними, который назывался «Cafe De Dance» и был выпущен на независимом инди-лейбле в 1977 году. Это был первый раз, когда юный гитарист мог прийти в настоящую звукозаписывающую студию и насладиться этим. Но Дэйв покинул The Secret (точнее же, его уволили в связи с тем, что он пропустил репетицию) и подумал о том, чтобы присоединиться к какой-нибудь группе, играющей тяжёлый металл.
Дэйв присоединился к другой рок-группе из Ист-Энда Urchin, у которой уже была заслуженная репутация. Созданная его школьным товарищем, Эдрианом Смитом, Urchin не были такими тяжёлыми, как Iron Maiden. Urchin скорее относился к мейнстриму. Дэйв прекрасно вписывался в новый коллектив.
Эдриан пел и играл на гитаре, они искали ещё одного гитариста и он появился в нужное время в нужном месте. У Urchin был небольшой контракт с лейблом DJM, который обеспечивал запись двух синглов или альбома на выбор. Первый сингл «Black Leather Fantasy» был записан, но не был выпущен и раздосадованная группа вернулась в студию уже с Дэйвом Мюрреем, чтобы закончить запись «She’s A Roller», которая в 1980 году с запозданием вышла в свет.
В то время Urchin и Iron Maiden были в одинаковом положении. У них было несколько своих песен, но ещё было несколько каверов Free и Thin Lizzy, однако Urchin были первыми, кто сделал хорошую запись. Но сердце Дэйва принадлежало Iron Maiden даже после того, как они уволили его. Он чувствовал себя виноватым из-за этого. Он это сделал не из-за каких-то корыстных причин, он искренне хотел быть в Iron Maiden.

### Снова Iron Maiden
В том же 1977, Дэйв вернулся в группу, и новое трио начало усиленно репетировать, работая только с теми песнями, которые к тому времени написал Стив Харрис. Много песен с первых двух альбомов «Железной Девы» были отработаны тогда: «Prowler», «Iron Maiden», «Wrathchild», «Another Life», «Innocent Exile», «Sanctuary», «Transylvania», «Purgatory» и «Drifter». Они звучали немного по-другому, но лирика и большинство риффов остались неизменными. 
Мюррей играл с джазовым ансамблем на обучающем видео барабанщика Iron Maiden Нико Макбрейна Rhythms of the Beast.

### Именные предметы
Компания Fender выпустила гитару Fender Dave Murray Signature Stratocaster. Это специальное издание с двумя хамбакерами.

## Признание
Вместе с Эдрианом Смитом, другим гитаристом Iron Maiden, Мюррей занимает 9-е место в списке Gibson «10 лучших металлических гитаристов всех времен». Также занимает 11-е место в списке 100 величайших метал-гитаристов всех времён по версии журнала Guitar World совместно с Эдрианом Смитом и 4-е место совместно со Смитом и Яником Герсом (также гитаристом Iron Maiden) — в списке величайших метал-гитаристов всех времён по версии Metal Hammer. Также совместно со все тем же Эдрианом Смитом занимает 83-е место в списке 250 величайших гитаристов всех времён по версии Rolling Stone. Также Мюррей занимает 52-е место в списке «75 лучших хард-рок/метал-гитаристов всех времён» по версии Loudwire.

## Дискография

### Iron Maiden
- Iron Maiden (1980)
- Killers (1981)
- The Number of the Beast (1982)
- Piece of Mind (1983)
- Powerslave (1984)
- Somewhere in Time (1986)
- Seventh Son of a Seventh Son (1988)
- No Prayer for the Dying (1990)
- Fear of the Dark (1992)
- The X Factor (1995)
- Virtual XI (1998)
- Brave New World (2000)
- Dance of Death (2003)
- A Matter of Life and Death (2006)
- The Final Frontier (2010)
- The Book of Souls (2015)
- Senjutsu (2021)

### В качестве гостя
- Hear’n Aid (1985) — «Stars»
- Psycho Motel (1997) — "With You Again", Welcome to the World (1997)
- Nicko McBrain – Rhythm of the Beast (video, 1991)